# Jang Yeong-sil
Jang Yeong-sil (coreano: 장영실; hanja: 蔣英實;  1390 - después de 1442) fue un ingeniero, científico e inventor coreano durante la Dinastía Joseon (1392-1897). Aunque Jang nació como campesino, el rey Sejong el Grande le permitió trabajar en el palacio real. Los inventos de Jang, como el Cheugugi (el pluviómetro) y el indicador de agua, destacan los avances tecnológicos de la Dinastía Joseon.

## Los primeros años
El nacimiento de Jang Yeong-sil está registrado en la genealogía de la familia Yangban, y en los Anales de Joseon. Según estos registros, su padre, Jang Seong-hwi, era la octava generación de la familia Yangban. Jang Seong-hwi era el tercero de cinco hermanos y todos los hermanos previos eran ministros de Koryo. Hay muchos registros históricos, sobre su hermano mayor, Jang Seong-bal, que nació en 1344 y su tumba situada en Ui-seong en la provincia de Gyeongbuk. Los Anales establecen que la madre de Yeong-sil era una gwangi (kisaeng), asignándoles (a Yeong-sil y a su madre) el estatus social de cheonmin, —un sirviente de los tribunales de distrito de la administración pública—.

## Servicio Civil Nacional
La fama de Jang le permitió entrar en la corte real de Hanseong (actual Seúl), donde algunos plebeyos seleccionados exhibieron sus talentos ante el rey y sus consejeros. Jang cumplió con las expectativas de Sejong en artesanía e ingeniería, y permitió que Jang trabajara como funcionario del gobierno en el palacio. Los talentosos científicos reclutados bajo el nuevo programa del rey Sejong trabajaron en el Salón de Notables (집현전; 集賢殿; Jiphyeonjeon).

### Instrumentos astronómicos

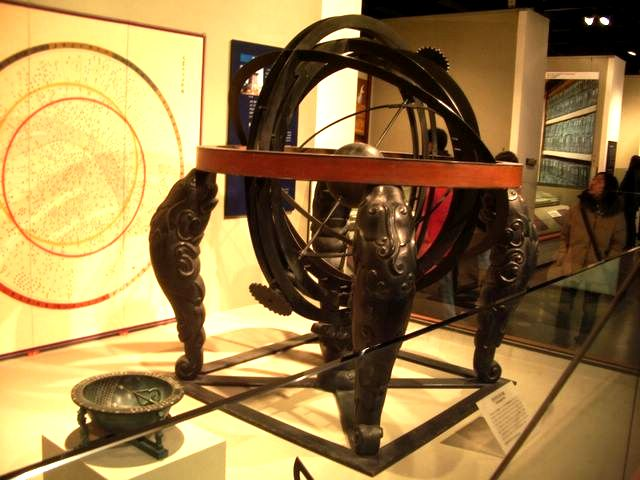
La esfera celeste coreano fue hecho por primera vez por el científico Jang Yeong-sil durante la dinastía de Joseon bajo el reinado del rey Sejong el Grande de Joseon.

La primera misión de Sejong el Grande encargada a Jang fue construir un globo celeste para medir objetos astronómicos. Los libros obtenidos de eruditos árabes y chinos no estaban completos en sus instrucciones, ya que estos dispositivos también podían ser utilizados para fines militares. Después de dos meses de estudio, Jang hizo un dispositivo esférico que podía funcionar con una precisión mediocre. En 1433, un año después de su primer intento, Jang fabricó una esfera armillaria conocida como honcheonui (혼천의, 渾天儀). El honcheonui dependía de una noria para girar el globo interno para indicar el tiempo. Tanto de día como de noche, esto permitía que el instrumento se actualizara con las posiciones del sol, la luna y las estrellas. Los posteriores globos celestes —por ejemplo, el gyupyo (규표)— podían medir los cambios de tiempo según las variaciones estacionales. Estos instrumentos, junto con los relojes de sol y los relojes de agua, estaban situados alrededor del Pabellón Gyeongnghoeru en el Palacio de Gyeongbokgung y fueron utilizados por los astrónomos. El éxito de las máquinas astronómicas de Jang fue marcado en 1442, cuando los astrónomos coreanos compilaron sus cálculos sobre el curso de los siete objetos celestiales —cinco planetas visibles, el sol y la luna— en Chiljeongsan (칠정산), un calendario astronómico que hizo posible que los científicos calcularan y predijeran con precisión todos los principales fenómenos celestiales, como los eclipses solares y otros movimientos estelares.

### Imprenta de hierro
Aunque Choe Yun-ui (최윤의) inventó la primera imprenta de metal del mundo en 1234 durante la dinastía Goryeo, el rey Sejong pidió a los científicos del Salón de Notables que construyeran una mejor imprenta. En 1434, los científicos lograron construir la Gabinja (갑인자, 甲寅字), que estaba hecha de aleaciones de cobre-zinc y plomo y estaño. Se decía que era dos veces más rápida que las anteriores imprentas e imprimía los caracteres chinos con una belleza y claridad asombrosas. La Gabinja se reprodujo seis veces durante los siguientes 370 años.

### Reloj de agua

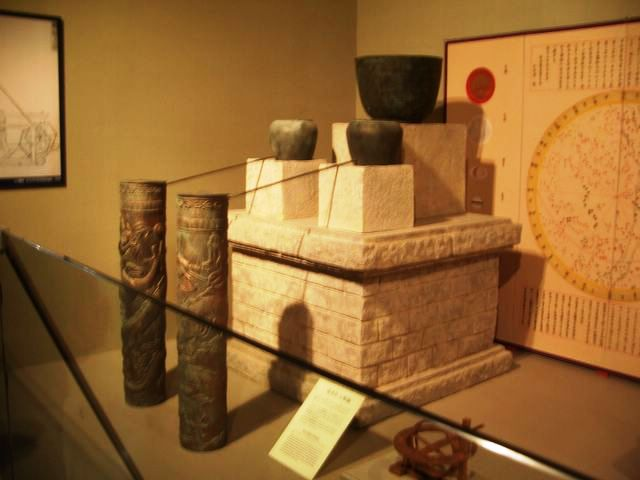
Modelo a escala de la mitad del reloj de agua de Jang Yeong-sil.

Samguk Sagi registra que durante el período de los Tres Reinos de Corea se estableció una oficina que supervisaba el uso de los relojes de agua. El reloj de agua coreano consistía en dos jarras de agua apiladas, con agua que caía de arriba abajo a una velocidad medida. El nivel del agua indicaba la hora del día. Esto era muy inconveniente porque una persona tenía que estar siempre en guardia, de modo que se podía tocar un tambor a cada hora para informar al público de la hora actual.
Los relojes de agua con mecanismo de autoimpulso no eran nuevos, ya que habían sido inventados por los árabes y los chinos (en 1091). Al enterarse del uso de los relojes de agua con mecanismo de autoimpulso en países extranjeros, Sejong encargó a Jang y otros científicos que construyeran un reloj que emulara estos dispositivos automáticos. Después de que sus intentos iniciales fracasaron en el desarrollo de un reloj de agua operativo, Jang viajó a China para estudiar los diversos diseños de los relojes de agua. Cuando regresó en 1434, Jang creó el primer reloj de agua autoimpulsado de Corea, el Jagyeokru (자격루), que marcaría la hora automáticamente con los sonidos de una campana, un gong y un tambor, y se usó para mantener el estándar de tiempo en la dinastía Joseon. Este reloj de agua no se conservó bien y no sobrevivió; sin embargo, se han hecho reconstrucciones del Jagyeokru basadas en descripciones de texto.
Alrededor del reloj había 12 figuras de madera que servían como indicadores del tiempo. Había cuatro contenedores de agua, 2 jarras que recibían el agua y 12 flechas que flotaban dentro del contenedor inferior. A medida que el agua de los recipientes superiores se filtraba por la tubería hasta el recipiente inferior, una de las flechas inclinaba una tabla llena de pequeñas bolas de hierro; una bola rodaba por la tubería hasta un recipiente de bolas de hierro más grandes. La colisión causaría que las bolas más grandes viajaran por un tubo inferior y golpearan un platillo gigante, anunciando la hora a la comunidad. Una bola aterrizaría entonces en otro contenedor, que forma parte de un complejo sistema de palancas y poleas que mueven las figuras de madera para indicar visualmente la hora.

### Reloj de sol

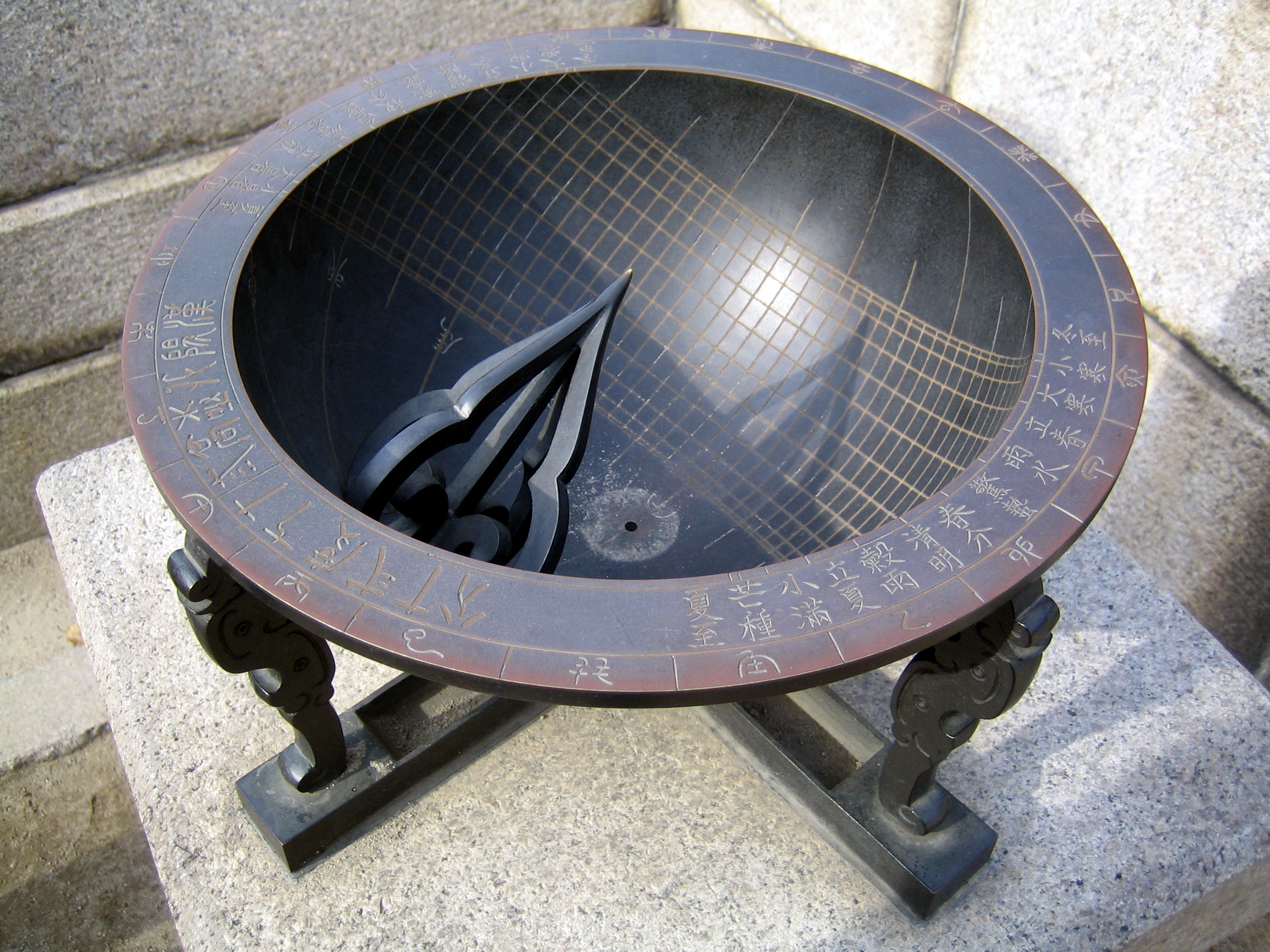
Un reloj de sol coreano hecho por primera vez por Jang Yeong-sil durante la dinastía Joseon, exhibido en Gyeongbokgung.

El invento de Jang del reloj de agua vio su infusión en todo el país, sin embargo, estos eran muy costosos. El desarrollo del reloj de sol proporcionó una alternativa más barata y manejable. Jang, Ichun, Kimjo y otros científicos hicieron el primer reloj de sol de Corea, el Angbu-ilgu (앙부일구/仰釜日晷), que significaba «reloj de sol con forma de olla que mira al cielo». El Angbu-ilgu tenía una composición de bronce, y consistía en un cuenco marcado con 13 medidores para indicar la hora y cuatro patas unidas por una cruz en la base. Siete líneas cruzaban los 13 medidores en diferentes curvas para compensar los cambios estacionales del curso del sol. El Angbu-ilgu y otras variantes, como el Hyeonju Ilgu (현주일구/懸珠日晷) y el Cheonpyeong Ilgu (천평일구/天平日晷), se implantaron en puntos estratégicos, como las principales calles de la ciudad con mucho tráfico, para que la gente pudiera estar bien informada de la hora. Para compensar la alta tasa de analfabetismo entre los plebeyos, se grabaron 12 formas de los animales del zodíaco chino —por ejemplo, ratón, tigre y vaca, etc.— en yuxtaposición con los medidores. No existen hoy relojes de sol de la dinastía Joseon fabricados durante el reinado del rey Sejong, ya que no se sabe que ninguno haya sobrevivido a las invasiones japonesas de Corea (1592-1598) (임진왜란).

### Investigación sobre el armamento
Cuando el rey Sejong se enteró de los informes de que las armas de combate cuerpo a cuerpo coreanas eran más aburridas y algo más pesadas que las de los países vecinos, envió a Jang a la provincia de Gyeongsang, donde Jang había pasado su vida anterior desarrollando aleaciones de metal para diversas armas y herramientas. Como Jang era un gwanno (관노/官奴), un hombre-esclavo empleado por el gobierno, ya había adquirido muchos conocimientos sobre el trabajo de los metales y también conocía la geografía de la zona. Jang estudió los metales disponibles y sus características, y presentó sus investigaciones al rey y a los generales, contribuyendo al desarrollo del armamento coreano.

### El pluviómetro
La economía coreana durante la dinastía Joseon se basaba en la agricultura y era vulnerable a las sequías prolongadas o consecutivas; por lo tanto, se necesitaban mejores formas de gestionar el agua. Aunque los pluviómetros se habían utilizado en la antigua Grecia y la India, Jang inventó el primer pluviómetro de Corea en 1441, llamado cheugugi (측우기/測雨器), y, para 1442, se introdujo en todo el país un pluviómetro normalizado con dimensiones de 42,5 cm (altura) y 17 cm (diámetro) para recoger datos sobre los promedios anuales de precipitaciones en las diferentes regiones del país.

### Medidor de agua
Para permitir una mejor gestión del agua, el rey Sejong pidió a los científicos que encontraran algunas formas de informar a los agricultores sobre la cantidad de agua disponible; y, en 1441, Jang inventó el primer medidor de agua del mundo, llamado Supyo (수표/水標). Era una columna de piedra calibrada colocada en medio de un cuerpo de agua, conectada por un puente de piedra.

## Expulsión
Los extraordinarios logros de Jang le ganaron la confianza del rey Sejong. Algunos funcionarios del gobierno estaban celosos de Jang, especialmente cuando había logrado tanto a pesar de su origen humilde. Además, el confucianismo coreano, muy arraigado en la sociedad de Joseon, tenía poca estima por los científicos e ingenieros, al igual que por los artesanos.
En 1442, Sejong ordenó a Jang que construyera una silla de manos, una coreana con una elaborada decoración. La silla se rompió mientras el rey viajaba, y se hizo responsable a Jang. Aunque Sejong estaba en contra del decreto, Jang fue encarcelado por un largo período de tiempo y expulsado del palacio real. Los acontecimientos posteriores de la vida de Jang, incluyendo la fecha de su muerte, no se registraron. Es improbable, pero posible, que Jang Yeong-sil haya muerto durante el reinado del séptimo rey de la dinastía Joseon, Sejo de Joseon (r. 1455-1468).

## Cultura popular
- Interpretado por Lee Chun-hee en 2008 KBS2, TV series King Sejong the Great.
- Interpretado por Im Hyung-joon en 2012 film ,I Am the King.
- Interpretado por Kim Seul-gi en 2015 MBC, TV series Splash Splash Love.
- Interpretado por Song Il-gook en 2016 KBS 1TV, TV series Jang Yeong-sil.
- Interpretado por Choi Min-sik en 2019, film Forbidden Dream.